# Santuario de Pandión

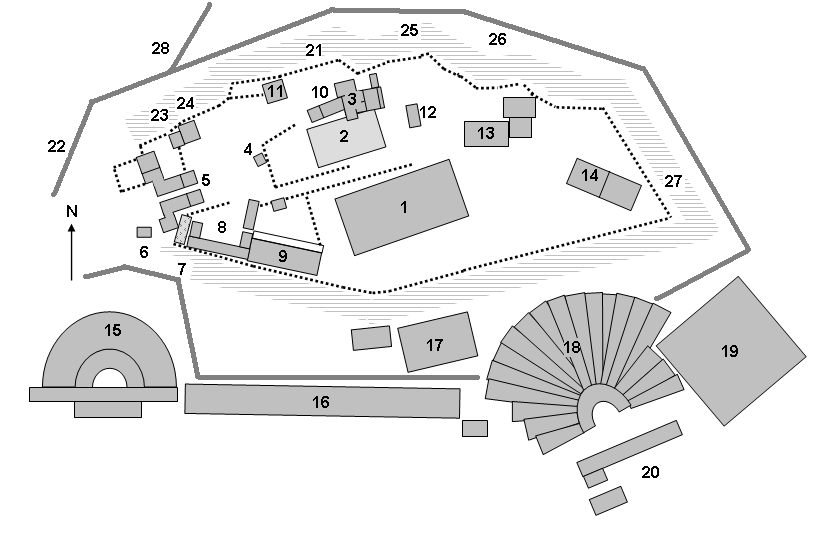
Plano de la Acrópolis de Atenas: el Santuario de Pandión es el número 14.

El Santuario de Pandión es el nombre dado a veces a los restos de un edificio situado en la esquina sureste de la Acrópolis de Atenas. Se encontraron los cimientos durante las excavaciones para la construcción del antiguo Museo de la Acrópolis (1865-1874).
Las dimensiones del edificio son de 40 m de largo y 17 m de ancho en su forma rectangular al aire libre, que data del siglo V a. C., siendo dividido internamente en dos partes casi iguales por una pared. Su entrada principal está al noroeste y se accede por un pórtico del lado occidental.
El nombre se deriva de la presunción de que esta era la ubicación de heroon ("santuario héroe") de Pandión, el héroe epónimo de la tribu ática Pandiónide (generalmente asumido como uno de los dos reyes legendarios de Atenas, Pandion I o Pandion II), que se sabe que se encuentra en algún lugar en la Acrópolis.
Era un santuario al aire libre rodeado de muros períbolos muros. Medía unos 17,5 x 40 m. Estaba dividido en dos partes, una occidental posterior y otra oriental anterior, separadas por un muro. La mitad occidental servía, al menos en épocas posteriores, como santuario propiamente dicho, mientras que la oriental era una especie de taller ("ergasterion") para los artesanos o artistas que trabajaban en la Acrópolis. En el lado occidental del santuario había un pequeño pórtico con cuatro columnas. En el interior del santuario había una estatua de Pandión.